# Détaxe
La détaxe est un mécanisme par lequel un État renonce à la perception d'une taxe.
Il s'agit parfois d'une décision politique visant à favoriser une branche de son économie. Mais le terme est plus souvent employé pour désigner le fait que certaines taxes ne s'appliquent que pour les ventes à l'intérieur du pays ; ainsi, un bien acheté par une personne étrangère peut être exempté de ses taxes, ou bien ces taxes peuvent être remboursées. Dans les espaces internationaux, comme les zones internationales des aérogares, à bord des vols internationaux ou lors des croisières, les produits peuvent être vendus directement détaxés ; on parle de « boutique hors taxes » et on utilise fréquemment le terme duty free. Des taxes peuvent ensuite être appliquées dans le pays de destination.
Un cas particulier est celui du kérosène, qui est le carburant le plus détaxés au monde, depuis la Convention de Chicago de 1944, ce qui a favorisé le développement de l'aviation, au détriment de l'impact climatique du transport aérien.

## Détaxe selon les pays

### France
En France, un produit peut être vendu détaxé si, pour un achat dans un même magasin
- il s'agit d'une personne résident hors de l'Union européenne, quelle que soit sa nationalité, âgé de 16 ans ou plus et de passage en France pour une durée de moins de six mois ;
- le bien doit sortir de l'UE dans un délai de trois mois au maximum ;
- le montant toutes taxes comprises doit être supérieur à 175 EUR  (100 € depuis le 1 janvier 2021 [2]) ;
- il s'agit d'une vente au détail, pas plus de quinze exemplaires par article ;
- les prestations de service sont exclues, ainsi que certains biens : armes, tabac, voiture, essence…

Le vendeur doit fournir un bordereau de vente à l'exportation qui sera visé par la douane à la sortie du territoire. Il s'agit normalement d'un bordereau édité par un opérateur de détaxe ou par le vendeur lui-même et muni d'un code-barres, ou par défaut d'un bordereau papier. Le code barre peut ensuite être validé par une borne automatique « Pablo » (programme d’apurement des bordereaux par lecture optique) présente dans les aéroports internationaux,.
En France, les sociétés qui souhaitent réaliser des opérations de vente en exonération de TVA doivent être agréées par l'administration en tant qu'opérateur de détaxe.
Au 1er Janvier 2023, 16 société étaient agréées: Planet, Airvat, Innova, Izivat, Global Blue, Galeries Lafayette, Fair Tax Free, Payback, Simply Tax Free, Skiptax, Solpay, Triptax, Utu, Vatcat, Woonivers et Zapptax.

## Seuil de détaxe dans les 27 pays de l'Europe
Avec la Covid, de nombreux pays ont diminué la valeur du seuil minimal d'achat à partir duquel la taxe est remboursable (Value Added tax VAT, Goods and services tax GST). La France et la Hongrie avaient le seuil de détaxe le plus élevé d'Europe, qui était de 175 €, avant de passer à 100,01 € pour la France depuis le 1er janvier 2021. 
Au niveau européen, la détaxe a pour nom « VAT refunds for non EU tourists » et s'applique dès qu'un montant minimal est atteint (minimum purchase amount). Les personnes ayant un passeport d'un des pays de l'europe peuvent bénéficier de la détaxe si elle réside dans un pays tiers durant plus de 6 mois (ce pays non européen devient son domicile fiscal). En France, pour ces personnes, il est recommandé mais pas obligatoire de s'inscrire au registre des Français établis hors de France auprès du consulat (inscription consulaire).
La détaxe s'applique à partir d'un montant d'achat le même jour dans le même magasin, et la TVA récupérable l'est durant 3 mois. Le commerçant remet un bon ou figure le montant de la TVA récupérable. Une fois le bon validé par les autorités de contrôle (douane) lorsque la personne quitte l'Europe ; cette personne retourne le bon pour le versement du montant de la détaxe (chèque, virement bancaire, etc.).  
En 2021, de nombreux sites internet ont des erreurs pour la valeur 175 € concernant la France.   
Certains des pays faisant partie de l'Europe continuent à utiliser leur propre unité pour leur monnaie et pas l'euro ! (voir tableau)  
Certains pays attachés à un pays de l'Europe ne sont pas concernés pour raison fiscal à la détaxe (Andorre, Vatican, Saint-Marin, certaines îles, les COM). Des pays non membres de l'Union européenne (27 pays) adhèrent au système de détaxe européen (Monaco DOMTOM) ! UK et l'Irlande du Nord ne sont plus dans l'Europe, contrairement à la partie sud-ouest de l'Irlande.  
| Pays       | EU   | SEUIL Détaxe |
| Allemagne  | 1957 | 25,00€       |
| Belgique   | 1957 | 125,01€      |
| France     | 1957 | 100,01€      |
| Italie     | 1957 | 154,94 €     |
| Luxembourg | 1957 | 74,00€       |
| Pays Bas   | 1957 | 50,00 €      |
| Irlande    | 1973 | 75,00€       |
|            |      |              |
| Danemark   | 1973 | 40,00 €      |
| Grèce      | 1973 | 50,00 €      |
| Espagne    | 1986 | 0,00 €       |
| Portugal   | 1986 | 61,50 €      |
| Finlande   | 1995 | 40,00€       |
| Suède      | 1995 | 200 SEK      |
| Autriche   | 1995 | 75,01 €      |
| Hongrie    | 2004 | 175,00€      |
| Chypre     | 2004 | 50,00€       |
| Malte      | 2004 | 50,00€       |
| Pologne    | 2004 | 47,00 €      |
| Slovénie   | 2004 | 50,01€       |
| RTchèque   | 2004 | 75,91 €      |
| Slovaquie  | 2004 | 175,01€      |
| Estonie    | 2004 | 38,01€       |
| Lettonie   | 2004 | 44,00€       |
| Lituanie   | 2004 | 55,00€       |
| Bulgarie   | 2013 | 120,00€      |
| Roumanie   | 2013 | 250 RON      |
| Croatie    | 2013 | 100,00 €     |
| UK         | non  | 25 GBP       |
|            |      |              |
| Suisse     | non  | 300 CHF      |
| Norvège    | non  | 315 NOK      |
| Island     | non  | 6,000 ISK    |
| Turquie    | non  | 00,00€       |
|            |      |              |